# One of Us is Lying
One of Us is Lying ist der im Original 2017 erschienene Debütroman der US-amerikanischen Autorin Karen M. McManus, die vor allem Jugendliteratur schreibt. Die deutsche Erstveröffentlichung erschien 2018. Er stand mehr als 130 Wochen auf der Bestsellerliste der New York Times, erhielt eine Sternebewertung von Publishers Weekly und wurde 2019 von der Jugend-Jury für den Deutschen Jugendliteraturpreis nominiert.

## Aufbau und Handlung

### Erster Teil: „Simon sagt…“
Zu Beginn spielt die Geschichte an der fiktiven Schule „Bayview High“, dort sind die Protagonisten Bronwyn, Addy, Nate, Cooper und Simon beim Nachsitzen bei Mr Avery verabredet, da man in ihren Schultaschen Handys gefunden hat, was gegen die „Keine-Handys-Regel“ verstößt. Aber die Schüler selbst behaupten, dass dies nicht stimmt und ihnen jemand einen Streich gespielt hat. Als zwei Autos auf dem Parkplatz kollidieren, rennt Mr Avery aus dem Klassenzimmer und versucht zu helfen. In der Zwischenzeit beginnt Simon, der Urheber der Gossip-App „About That“, eine Rede über die vier anderen Schüler und ihre Stereotypen. Dabei betitelt er Bronwyn als „die Intelligenzbestie“, Addy als das „Prinzesschen“, Nate als „den Outlaw“, Cooper als „die Sportskanone“ und sich selbst als „den allwissenden Erzähler“. Er trinkt währenddessen Wasser aus einem Becher und erleidet dann einen allergischen Schock aufgrund seiner Erdnussallergie und seines fehlenden Epi-Pens. Die Protagonisten versuchen zu helfen, jedoch verstirbt Simon kurz danach im Krankenhaus. Der Fall wird vorübergehend als Unfall eingestuft, bis ein Tumblr-Post an die Öffentlichkeit gelangt, in dem steht, dass Simons Tod geplant war und der Mörder ihm beim Sterben zusah. Daraufhin untersucht die Polizei einen unveröffentlichten Post, in dem vier Geheimnisse über je einen der vier Protagonisten ans Licht kommen. In dem Post steht, dass Bronwyn bei einer Chemiearbeit geschummelt hat, Addy ihren Freund Jake betrog, Cooper gedopt hat und Nate weiterhin Drogen gedealt haben soll. Erfahrungsgemäß stellen sich Simons Posts auf „About That“ stets als zutreffend heraus. Diese Geheimnisse ziehen auch Folgen nach sich. Bronwyns Eltern sind enttäuscht von ihr, Addys Freund Jake macht Schluss, die Polizei hat es auf Nate abgesehen und Coopers Baseballkarriere steht nun auf dem Spiel.

### Zweiter Teil: „Versteckspiel“
Durch die Untersuchung sind die Medien auch an dem Fall interessiert und betiteln die Protagonisten fortan als „Die Bayview Four“. Diese „Bayview Four“ verstecken sich nun täglich vor der Presse und müssen sich mittlerweile Gedanken um einen Anwalt machen. Da alle außer Nate einen Anwalt haben, sorgt sich Bronwyn um ihn und schlägt vor, dass er sich bei Eli Kleinfelter, einem Anwalt, den sie im Fernsehen gesehen hat, melden soll. Seit der Trennung von Jake wurde Addy aus ihrem Freundeskreis ausgeschlossen und freundet sich nun mit Janae, Simons ehemaliger Freundin, an. Als Bronwyn und Nate, die sich indessen näher gekommen sind, zu seinem Haus gehen, um der Presse zu entfliehen, treffen sie auf Nates Mutter, von der er einfach angenommen hatte, sie sei tot, denn sie hatte eine bipolare Störung, hat Drogen genommen und ist abgehauen, als Nate vierzehn war. Sie meint, jetzt clean zu sein, und möchte ihrem Sohn helfen.

### Dritter Teil: „Wahrheit oder Pflicht“
Cooper erfährt von der Polizei, dass die Behauptung, er habe gedopt, gar nicht der ursprüngliche Post war, sondern anstelle dessen eigentlich im Tumblr-Post stehen müsste, dass er schwul sei und mit einem deutschen Model namens Kris ausgehe. Daraufhin wird er gegen seinen Willen als schwul geoutet und sein Vater kann damit wiederum nicht umgehen, weil Homosexualität dessen Männerbild nicht entspricht, schon gar nicht bei seinem Sohn, dem Baseballspieler. Er ist homophob. Nachdem im Fernsehen gezeigt wird, wie Nate, bei dem plötzlich entscheidendes Beweismaterial gefunden wurde, in Handschellen abgeführt wird, versucht Bronwyn, Nates Unschuld zu beweisen. Daraufhin trifft sie sich mit Addy, Cooper, ihrer jüngeren Schwester Maeve, Addys Schwester Ashton und Coopers Freund Kris in einem Café in San Diego und bespricht die Fakten mit ihnen. Kris wendet ein, dass Simon vielleicht Selbstmord begangen habe, um den anderen seinen Tod als „Mord“ anzuhängen und Janae möglicherweise mehr weiß. Darauf besucht Addy Janae, um die Wahrheit zu erfahren. Es stellt sich tatsächlich heraus, dass Simon sich selbst umbringen wollte und deshalb mit Jake einen Plan geschmiedet hat. Janae selbst wurde dazu gezwungen, mitzumachen. Das Ganze sollte als Rache von Jake an Addy dienen, damit diese wegen ihres Seitensprungs, von dem er durch Simon erfahren hatte, im Gefängnis landet, aber Janae hatte sich nicht getraut, die Sachen bei Addy einzuschleusen, deshalb brachte sie es zu Nate, dessen Haus immer offen steht. Kurz darauf trifft Jake bei Janae ein und bemerkt Addy, als sie versucht, zum Beweis seiner Taten das Gespräch zwischen Janae und Jake aufzunehmen. Addy flieht und wird von ihm verfolgt. Dabei versucht Jake, sie zu erwürgen, doch Cooper trifft gerade noch rechtzeitig ein und rettet sie. Am nächsten Tag landet Jake im Gefängnis, Nate wird freigelassen, trennt sich jedoch von Bronwyn, da dieser zu erschüttert nach dem Aufenthalt in der Jugendstrafanstalt ist. Addy erholt sich im Krankenhaus und findet heraus, dass ihre Schwester Ashton mit ihr zusammenziehen will, was sie gerne annimmt. Coopers Baseball-Scouts und -Colleges sind wieder an ihm interessiert und seine Beziehung zu seinem Vater fängt an, sich zu verbessern. Bronwyn erhält eine positive Rückmeldung von Yale. Drei Monate später hat Bronwyn ein Klavierkonzert. Nate taucht danach auf und möchte sich bei ihr entschuldigen. Die Geschichte endet damit, dass Nate Bronwyn zu einem Kinobesuch als Freunde einlädt, was Bronwyn gerne annimmt.

### Bonuskapitel
In dem Bonuskapitel, das nur in der Taschenbuchversion erschienen ist, gehen Bronwyn und Nate gemeinsam ins Kino. Addy und Ashton sind mittlerweile in ihre neue gemeinsame Wohnung gezogen und wollen eine Willkommensparty feiern. Zu dieser laden sie alle ihre Freunde ein, Bronwyn und Nate eingeschlossen. An diesem Tag hat Bronwyn ihre Beziehung zu ihrem Freund Evan Neiman beendet und findet sich mit Nate küssend auf dem Flur wieder. Das Kapitel endet, als die beiden von Addy erwischt werden und zur Party zurückkehren.

## Personen
Simon Kelleher: Simon ist ein verstorbener 17-Jähriger Jugendlicher, der an der Bayview High zur Schule ging. Er war bekannt für seine Gossip-App „About That“. Er stirbt in Kapitel 2 des Buches an Erdnussöl in seinem Wasser (er hat eine Erdnussallergie). Das führte zu Durchsuchungen seiner Mitschüler, Adelaide Prentiss, Bronwyn Rojas, Nathanial Macauley und Cooper Clay. Seitdem auch bekannt als die „Bayview Four“. Der wahre Grund seines Todes war Selbstmord. Er war depressiv und verbrachte Monate damit, seinen Tod so zu planen, sodass das Leben der „Bayview Four“ zerstört würde.
Cooper Clay: Cooper Clay ist ein 17-jähriger Schüler, der auf die Bayview High geht. Er ist lange Zeit mit Keely zusammen gewesen, bis er herausgefunden hat, dass er schwul ist. Daraufhin ist er mit einem deutschen Model namens Kris zusammengekommen und hat mit Keely Schluss gemacht. Er ist außerdem unfreiwillig geoutet worden. Sein Vater war anfangs nicht sehr begeistert davon, dass er schwul ist, da dies seine Karriere verschlechtern würde. Das besserte sich aber mit der Zeit. Er hat eine gute familiäre Beziehung zu seiner Oma. Er spielt intensiv Baseball, um ein Stipendium zu bekommen. Er trainiert sehr viel für seine Karriere, da sein Vater möchte, dass er dieses Stipendium bekommt und Profisportler wird. Er wurde beschuldigt, gedopt zu haben, da er plötzlich so gut war. Dies ist aber unwahr und war nur ein Ratschlag seines Vaters, bei seinem Fastball erst eine Weile nicht alles zu geben, um dann mit einer überraschenden Leistungssteigerung auf sich aufmerksam zu machen. Da er während Simons Tod auch im Klassenzimmer war, in dem der spezielle Amoklauf von Simon stattgefunden hat, wurde auch er verdächtigt, ihn ermordet zu haben, was allerdings nicht stimmt, da Simon Kelleher Selbstmord begangen hat.
Bronwyn Rojas: Bronwyn ist 17 Jahre alt und geht auf die Bayview High. Ihre Hobbys sind Klavierspielen und an Schul-AGs teilzunehmen. Ihre Freunde sind Yumiko, Kate, Addy, Cooper und Nate. Sie lebt zusammen mit ihren Eltern Javier Rojas, Mrs. Rojas und mit ihrer Schwester im Reichen viertel von Bayview. Sie hat eine kleine Schwester, Maeve. Ihre Schwester hat die Diagnose Leukämie. Bronwyn ist eine der „Bayview Four“ und somit auch verdächtig am Mord von Simon. Ihr Ziel ist es, Bestnoten zu schreiben, um nach Yale zu kommen und somit der Familientradition gerecht zu werden. Außerdem ist ihr Ziel, Preise zu gewinnen. Sie ist allerdings schwach in Chemie, weshalb sie die Prüfungsfragen der Arbeit von Mr Calloway gestohlen und kopiert hat, dies tat sie auch, um ihren Ruf als beste Schülerin zu behalten.
Nathaniel Macauley: Nate kennt Bronwyn schon seit dem Kindergarten, aber sie hatten damals nicht viel miteinander zu tun. Die Nähe zu ihr fühlt sich trotzdem nicht fremd an. Er bringt sie gerne aus der Fassung. Sie waren auf derselben katholischen Grundschule, bevor sein Leben den Bach runterging. Er hat ein Motorrad (einen Oldtimer). Er ist, so oft es geht, unterwegs, weil sein Haus eine Bruchbude ist, seit er zehn Jahre alt ist. Es liegt am äußersten Stadtrand von Bayview und ist ein sehr heruntergekommenes Haus. Sein Vater ist ein Alkoholiker und vegetiert nur so vor sich hin. Früher hatte er einen Job als Dachdecker, aber er verletzte sich dabei und bekommt nun Sozialhilfe, was für ihn ein Sechser im Lotto ist. Nate hat damit angefangen, Drogen zu dealen, damit er mehr Geld bekommt, da das Geld von der Sozialhilfe seines Vaters nicht ausreicht. Seine Mutter hat eine bipolare Störung und nahm Kokain. Als Nate 11 war, ist sie nur noch seltener zu Besuch gekommen und das letzte Mal sah er sie mit 14 Jahren. Aber sie konnte ihn nicht besuchen, weil sie drei Jahre in Oregon in einer Entzugsklinik war, um clean zu werden. Nate hat eine Echse namens Stan. Diese ist „gechillt“ und pflegeleicht, weshalb er so lange bei Nate überleben konnte. Nate ist auf Bewährung und hat eine Bewährungshelferin namens Officer Lopez. Sie kommt jeden Sonntag zu Nate nach Hause und will ihm helfen, indem sie mit ihm über die Schule und seine Ziele spricht, was Nate jedoch eher nervt. Aber er muss trotzdem immer all seine Handys (er hat mehrere, weil er eines für Freunde, eines für Kunden und eines für Lieferanten hat) und seinen Drogenvorrat vor ihr verstecken. Außerdem hat er in der Schule erzählt, dass seine Mutter bei einem Unfall gestorben ist, was gelogen ist. Er wollte nur nicht offenbaren, wie schwierig seine familiären Verhältnisse sind.
Addelaide Prentiss: Addelaide Prentiss, kurz Addy, ist eine 17-jährige Schülerin der Bayview High. Addy gehört wie Nate, Bronwyn und Cooper ebenfalls zu den Hauptverdächtigen in dem Fall Simon Kelleher. Als Simon tot umfiel, war sie mit den anderen dreien dabei, weshalb die Vier nach dem Dilemma eine sehr skurrile Beziehung zueinander hatten. Cooper hingegen war Addy aber nicht fremd. Er war der beste Freund ihres Partners Jake und nach dem ganzen Theater der Freund von Kris, einem deutschen Supermodel. Jake als Person ist nicht wirklich schwer zu definieren. Ein Narzisst, der oft die Überhand in der Beziehung zwischen Addy und ihm übernahm – für Außenstehende vielleicht sogar schon seelischer Missbrauch. Addy fühlte sich in der Beziehung oft unwohl, ängstlich und unterwürfig gegenüber Jake. Ihre Schwester Ashton hatte schon immer ein ungutes Gefühl bei Jake. Sie versuchte, Jake gegenüber Addy schlechtzureden, damit Addy es endlich einsieht, dass er mit ihr nicht umgehen darf, wie er will. Sie hat ihre Prinzipien. Es gab jedoch etwas, was Addy vor Jake aus Angst geheim hielt. Sie hatte ihn betrogen – nicht nur mit irgendjemandem, mit seinem Kumpel TJ. An einem Abend voller Alkohol und Kontrolllosigkeit verleitete es die beiden, miteinander zu schlafen, als Jake mit seinen Eltern im Urlaub war. Als Addy es Jake endlich beichtete, war er sprachlos, wütend und enttäuscht. Addy bestrafte er durch pure Ablehnung, TJ hingegen mit einer Faust ins Gesicht. Sogar nach der Trennung fühlte Addy sich verantwortlich für alles. Sie versuchte anfangs mit allen Mitteln, Aufmerksamkeit von ihm zu erlangen, doch ohne Erfolg. Man kann sagen, was man will, doch Addy Prentiss ist einfach viel zu leichtgläubig und manchmal zu gutherzig, auch sie selbst scheint, es im Laufe dieser fiktiven Geschichte zu erkennen, und entwickelt sich weiter.
Jake Riordan: Jake Riordan ist ein 17-jähriger, gut aussehender Schüler der Bayview High. Jake wird im Roman als der perfekte Freund für Addelaide Prentiss dargestellt, doch das wirkt vielleicht auch nur für Außenstehende so. In Wirklichkeit leidet Addy in dieser Beziehung, da Jake sie objektiviert. Die Angst in dieser Beziehung macht Addy zu schaffen. Ihre Schwester Ashton Prentiss hat ihr schon immer geraten, sich von diesem „Kontrollfreak“ fernzuhalten. Sie selbst hatte es in ihrer Beziehung ebenfalls nicht leicht, da sie von ihrem Freund Charlie hintergangen wurde. Deswegen konnten sie sich nach der Trennung der beiden gut verstehen. Solche Sätze, wie z. B.: „Zieh dir etwas anderes an, Addy.“ machten Ashton zornig. Jake als Charakter ist sehr direkt, fast schon unhöflich. Er erlaubt es sich, mit ihm unterwürfigen Leuten abzugeben. Er hält sich für etwas ganz besonderes, er umgibt sich gern mit schönen, erfolgreichen und hochrangigen Menschen, er bricht Regeln, um zu bekommen, was ihm nach seiner Meinung zusteht, er kann sich interessant machen, er nimmt Kritik persönlich und verhält sich oft rachsüchtig, er möchte andere kontrollieren und erwartet, dass sie sich ihm unterordnen – kurz gesagt, er ist ein typischer Narzisst.
Janae: Janae ist die beste Freundin von Simon. Sie trägt immer schwarze Kleidung. Nachdem Simon seinen selbst geplanten Amoklauf begangen hat, war Janae sehr depressiv, da Simon gestorben ist. Da Janae und Addy wegen des Verlusts ihrer Beziehungen mit Jake Riordan beziehungsweise Simon Kelleher beide trauern, fühlen sie beide miteinander. So kommen sie sich zum Schluss näher. Janae wurde von Jake Riordan dazu gezwungen, bei dem speziellen Amoklauf von Simon mitzumachen und Addy für ihren Fehler, Jake zu betrügen, zu bestrafen. Deswegen sollte Janae Addy die Beweise für das Lösen des Falls in das Haus von ihr schmuggeln, damit Addy für den Tod von Simon verantwortlich gemacht wird. Sie weigert sich aber dies zu tun, da Addy und Janae Freundinnen geworden sind, und schmuggelt die Beweise in Nates Haus, woraufhin er verhaftet wird.
Maeve Rojas: Maeve Rojas ist die ehemalig an Leukämie erkrankte kleine Schwester von Bronwyn Rojas. In ihrer Freizeit verbringt sie viel Zeit mit ihrer Schwester, mit der sie oft Mädchenabende plant. Außerdem geht sie oft in Bibliotheken, um zu lernen. Erst seit ihrem 14. Lebensjahr galt sie als komplett geheilt. Schon immer konnte sie sich auf die Hilfe ihrer großen Schwester verlassen. Genauso wie Bronwyn lebt Maeve ebenfalls in einer Akademikerfamilie, in der fast jeder ein Yale-Absolvent ist. Durch ihre Krankheit hat Maeve viele Unterrichtsstunden verpasst, weshalb sie unter diesen Bedingungen wahrscheinlich niemals auf die Yale-University gehen wird. Um den Verlust ihres Anteils an der Familientradition auszugleichen, arbeitete Bronwyn jedoch härter als jede andere. Sie schrieb Bestnoten, hatte viele soziale Kontakte und war durch und durch eine Musterschülerin. Das nahm Maeve etwas Last von den Schultern. Maeve hat eine große Begeisterung für Informatik und setzt sich auch viel mit ihr auseinander. Das ermöglichte ihr den Zugriff auf die App „About That“ von dem Suizidanten Simon Kelleher.
Luis: Luis ist der beste Freund von Cooper, er ist mit Olivia zusammen und hat eine Honda. Sie unternehmen viel zusammen und spielen zusammen Baseball, dabei spielt Luis als Catcher. Luis spielt auch Football im Footballteam der Bayview High. Sie gehen schon seit mehreren Jahren zusammen ins Fitnessstudio. Er ist ein wahrer Freund, da er sich für Cooper einsetzt, auch nachdem er weiß, dass Cooper schwul ist.

## Entstehung und Hintergründe
Karen McManus ist eine amerikanische Jugendbuch-Autorin aus Boston, Massachusetts. Mit ihrem ersten Roman, One of Us Is Lying, gewann sie mehrere Preise und schrieb seitdem noch weitere erfolgreiche Bücher. Die Idee zu One of Us Is Lying kam ihr beim Schauen des Films The Breakfast Club. Beim Schreiben erhielt sie Hilfe von vielen Freunden und Leuten aus ihrer Nachbarschaft. Das Buch spielt in einer fiktiven Schule, in einem fiktiven Ort in der Nähe von San Diego und zeigt vor allem die negativen Seiten der High School. Jedoch sagt Karen McManus, dass sie ihre eigene Schulzeit sehr positiv erlebt hat und lediglich einen großen Druck verspürt hat. Eigentlich wollte sie keine Krimis schreiben und versuchte sich an anderen Richtungen, verwarf diese dann jedoch und wurde Krimi-Autorin.

## Rezeption
Karen M. McManus ist am bekanntesten für ihren ersten Roman, „One of Us Is Lying“, der mehr als 130 Wochen auf der Bestsellerliste der New York Times stand. Es existiert bereits eine Fortsetzung „One of Us Is Next“ sowie ein weiterer, ähnlich gestrickter Roman namens „Two Can Keep a Secret“, beide bereits in deutscher Übersetzung. Ihr Debütroman erhielt eine Sternebewertung von Publishers Weekly. Die Aufnahme von „One of Us Is Lying“ war überwiegend positiv und erhielt mehrere Auszeichnungen und Nominierungen, vor allem in der Kategorie Young Adult.
Die Rezensentin Mary Cosola von Common Sense Media kommentiert, dass die Handlung „viele ethische Fragen aufwirft“ und „gute Diskussionsthemen bietet“ und eine Gesamtbewertung von vier Sternen mit einer Altersbewertung von 14+ erhält.
Nivea Serrao von Entertainment Weekly lobt die Autorin für die nuancierten Charaktere und ihre Entwicklung sowie für die Infragestellung der anfänglichen Stereotypen, merkt jedoch an, dass die langsame Enthüllung der Geheimnisse dem Leser weniger Zeit lässt, sich mit den besser entwickelten Charakteren des Endes zu beschäftigen.
Kirkus Reviews erkennt die „Einsichten in gemeinsame Jugendkämpfe“ und „Möglichkeiten zur Selbstreflexion“ für junge Leser an, bewertet das Buch auch für Leser zwischen 14 und 18 Jahren, kritisiert jedoch den Sprachgebrauch der Autorin und die Handlung als „Grenze zum Klischee“. Es wird auch erwähnt, dass Bronwyn, Maeve und die väterliche Seite der Familie zwar kolumbianisch sind, die Besetzung jedoch überwiegend weiß ist.
Eine Rezension von Medium bezieht sich auch auf die Entwicklung der ursprünglich stereotypen Hauptfiguren und darauf, wie die Themen zum Nachdenken anregende Diskussionen anregen, und lobt weiterhin die Einbeziehung von LGBTQIA-Figuren, kommentiert jedoch, inwiefern authentisch Depressionen und psychologische Probleme in der Geschichte dargestellt werden, sei nicht vollständig erforscht. Der Roman wurde mehrfach als Kreuzung zwischen The Breakfast Club und Pretty Little Liars beschrieben.
Der Deutsche Jugendliteraturpreis ist der Nationale Literaturpreis. Er wurde 1956 vom damaligen Bundesministerium für Familienangelegenheiten gegründet und wird jährlich herausgegeben. Hervorragende Arbeiten in der Kinder- und Jugendliteratur werden hier gelobt.

### Preise und Auszeichnungen
- Bestseller der New York Times seit 129 Wochen
- ABA Indie Bound Bestseller
- USA Today Bestseller
- Das beste Buch für Jugendliche der New York Public Library
- Eine Auswahl der Top Ten von YALSA 2018 Teens
- Eine YALSA 2018-Schnellauswahl für ungern junge erwachsene Leser
- Eine wöchentliche Auswahl des besten YA-Buches des Jahres für Unterhaltung
- Eine PopCrush-Auswahl für das beste Buch für junge Erwachsene des Jahres
- Eine Auswahl von BuzzFeed Best YA Book of the Year
- Teen Reader's Choice Award für das Chignecto-Central Regional Center for Education

Nominierungen:
- Deutscher Jugendliteraturpreis 2019 (Nominierung der Jugendjury)[1]
- Platz 2 beim Landshuter Jugendbuchpreis 2019
- Ein YALSA Top Ten Best Fiction Book-Nominierter
- Ein Nominierter für den CBC Teen Choice Book Award
- Ein Goodreads-Nominierter für das beste Buch des Jahres für junge Erwachsene

## Verfilmung
Der Roman wurde vom Streaminganbieter Peacock als Fernsehserie adaptiert. Die erste Staffel wurde im Oktober 2021 veröffentlicht. In Deutschland erwarb RTL+ die Ausstrahlungsrechte.

## Trivia
- Die anfänglich propagierten Stereotypen der vier Protagonisten – Nerd, Sportskanone, Prinzessin und Outlaw – sind aus dem Film Breakfast Club von 1985 entlehnt.
- Bronwyn und Nate schauen in der Geschichte viele „schlechte“ japanische Horrorfilme. Unter den genannten finden sich der Film Battle Royale aus dem Jahr 2000.
- Bei ihrem Kinobesuch im Bonuskapitel sehen sich Nate und Bronwyn den Film Die Bestimmung (2014) an.
- Die Echse von Nate ist eine Bartagame, die er Stan nennt. Auf diesen Namen kam er durch den Comicautor Stan Lee.
- Das Buch One of Us Is Lying wurde bislang in zwölf verschiedene Sprachen übersetzt. Diese sind: Deutsch, Englisch (UK und US), Russisch, Spanisch, Niederländisch, Rumänisch, Kroatisch, Schwedisch, Italienisch, Indonesisch und Polnisch.[12][13] Außerdem gibt es in jeder Sprache sowohl eine Hardcover- als auch eine Taschenbuchversion.

## Ausgaben
- Karen M. McManus: One of Us Is Lying. Random House; cbj, München 2018. (Gebundene Ausgabe)
- Karen M. McManus: One of Us Is Lying. Random House; cbj, München 2019. (Taschenbuch-Ausgabe) [Hinweis: Umfasst ein weiterführendes Bonuskapitel und ist seitengleich mit der Hardcover-Version.]